# BULL's eye (Thommessen)
De Noorse componist Olav Anton Thommessen componeerde BULL's eye gedurende de periode van 1999 tot 2002. De officiële titel van het werk luidt:

BULL's eye; a symphonic wrapping of Ole Bull's Concerto Opera Ima for violin and double orchestra. 

## Geschiedenis
In de jaren tachtig van de 20e eeuw begon Thommessen delen van composities uit de klassieke muziek opnieuw te gebruiken om ze in te passen in zijn 20e-eeuwse composities. Net zoals daarvoor componisten vaak volksmelodieën hergebruikten, zo deed hij dat met klassieke stukken.

Daarbij is het dan toevallig dat Thommessen op een gegeven moment een verloren gewaand manuscript ter inzage kreeg van de partituur van het vioolconcert van Ole Bull (rond 1834). Echter, delen van de solo- en orkestpartij ontbraken. Thommessen besloot toen het werk gereed te maken voor uitvoering. Thommessen was al een eind op weg toen ook het manuscript met de vioolpartij opdook. Hij stond toen voor een dilemma, stoppen of verdergaan. Hij ging verder en verwerkte delen van de partituur en solopartij in zijn compositie. Net als bij andere van zijn werken, maakt Thommessen eerst een soort demo, van waaruit hij de compositie indikt dan wel uitbreidt. Een eerste poging was klaar in 1999. Uitgevoerd door het Stavanger Symfonie Orkest met solist Peter Herresthal leverde het de componist een prijs op: de Norwegian Performing Rights Society's Edvard Award. Even later ontving hij van het Bergen Philharmonisch Orkest een opdracht en werkte de compositie uit zoals deze nu bekend is. Première in 2002, weer met Herresthal als solist.

## Compositie
De compositie bestaat uit 7 delen:
1. Andante maestoso
2. Adagio cantabile
3. Piu vivo
4. Poco piu lento
5. Moderato molto con fuoco
6. Cadenza accompagnata.

Ole Bull is een componist uit de romantiek, Thommessen een moderne componist. Er is dus een vioolconcert ontstaan waarbij er steeds een wisseling plaatsvindt van stijlen; dan weer romantisch, daarna weer modern. Op een gegeven moment worden ook moderne technieken toegepast. Bij een cadenza van de solist wordt deze vooraf eerst begeleid door een staande vioolsectie; deze sectie wordt op een gegeven moment uit het licht gehaald, waarbij dan alleen nog de solist speelt; vlak daarna staat ook de solist in het donker te spelen, begeleid door de originele solopartij van Bull, opgenomen en weergegeven op tape.

## Bron
- Uitgave BIS records